# Centaurus A
 NGC 5128 (conocida también como Centauro A) es una galaxia lenticular que se encuentra a unos 14 millones de años luz de la Tierra, en la constelación del Centauro. Es una de las radiogalaxias más cercanas a nuestro planeta, por lo que su núcleo galáctico activo ha sido ampliamente estudiado por astrónomos profesionales.  Es la quinta galaxia más brillante del cielo, convirtiéndose así en un objetivo ideal para la astronomía amateur, aunque la galaxia solamente es visible desde el hemisferio sur y a bajas latitudes desde el hemisferio boreal.
Un jet que extrae energía de la zona que se cree que es un agujero negro supermasivo en el centro de la galaxia es el responsable de las emisiones de rayos X y radio. Con las observaciones de radio hechas durante un plazo de diez años, los astrónomos han determinado que la parte interior del jet se mueve a una velocidad cercana a la mitad de la velocidad de la luz. Los rayos X son producidos por las lejanas colisiones del jet con los gases circundantes, generando con ello partículas muy energéticas.
Como se observa en otras galaxias con brote estelar, una colisión es responsable de la intensa formación de estrellas. Usando el telescopio espacial Spitzer los científicos han confirmado que Centaurus A está protagonizando una colisión galáctica, "devorando" a otra galaxia espiral.

## Historia observacional
NGC 5128 fue descubierto el 29 de abril de 1826 por James Dunlop durante un estudio en el Observatorio Parramatta.
En 1847 John Herschel describió la galaxia como "dos semiovalos de nebulosa de forma elíptica que parecen estar cortados en dos y separados por una ancha banda oscura paralela al eje mayor de la nebulosa, en medio de la cual aparece una tenue raya de luz paralela a los lados del corte".
En 1949 John Gatenby Bolton, Bruce Slee y Gordon Stanley localizaron NGC 5128 como una de las primeras fuentes de radio extragalácticas. Cinco años más tarde, Walter Baade y Rudolph Minkowski sugirieron que la peculiar estructura es el resultado de un evento de fusión de una galaxia elíptica gigante y una pequeña galaxia espiral. La primera detección de emisiones de rayos X, utilizando un cohete de sondeo, se realizó en 1970. En 1975–76, se observaron emisiones de rayos gamma de Centaurus A mediante la técnica Cherenkov atmosférica.
El Observatorio Einstein detectó un chorro de rayos X que emanaba del núcleo en 1979. Diez años más tarde, se encontraron estrellas azules jóvenes a lo largo de la banda de polvo central con el Telescopio Espacial Hubble.
El Observatorio de rayos X Chandra identificó en 1999 más de 200 nuevas fuentes puntuales. Otro telescopio espacial, el Telescopio espacial Spitzer, encontró una estructura de polvo en forma de paralelogramo en imágenes del infrarrojo cercano de Centaurus A en 2006.
En 2009, el H.E.S.S-Observatorium detectó pruebas de emisiones gamma de muy alta energía (más de 100 GeV) desde Namibia.
Al año siguiente, Centaurus A fue identificado como una fuente de rayos cósmicos de las más altas energías, después de años de observaciones del Observatorio Pierre Auger. En 2016, en una revisión de los datos de Chandra y XMM-Newton, se encontraron destellos inusuales de alta energía en NGC 5128 y la galaxia NGC 4636. Jimmy Irwin de la Universidad de Alabama planteó la hipótesis de que el descubrimiento era potencialmente un agujero negro en un proceso aún desconocido o un agujero negro de masa intermedia.

## Morfología
Centaurus A puede ser descrita como una galaxia de morfología peculiar. Como se ve desde la Tierra, la galaxia se parece a una galaxia lenticular o elíptica con una franja de polvo superpuesta.  La peculiaridad de esta galaxia fue identificada en 1847 por John Herschel, y la galaxia se incluyó en el Atlas de galaxias peculiares (publicado en 1966) como uno de los mejores ejemplos de una galaxia "perturbada" con absorción de polvo.  La extraña morfología de la galaxia está generalmente reconocida como el resultado de una fusión entre dos pequeñas galaxias.
Esta galaxia está compuesta principalmente de estrellas rojas evolucionadas.  El disco polvoriento, sin embargo, es el sitio de formaciones estelares más recientes; Alrededor de 100 regiones de formación de estrellas han sido identificadas en el disco.

## Supernovas

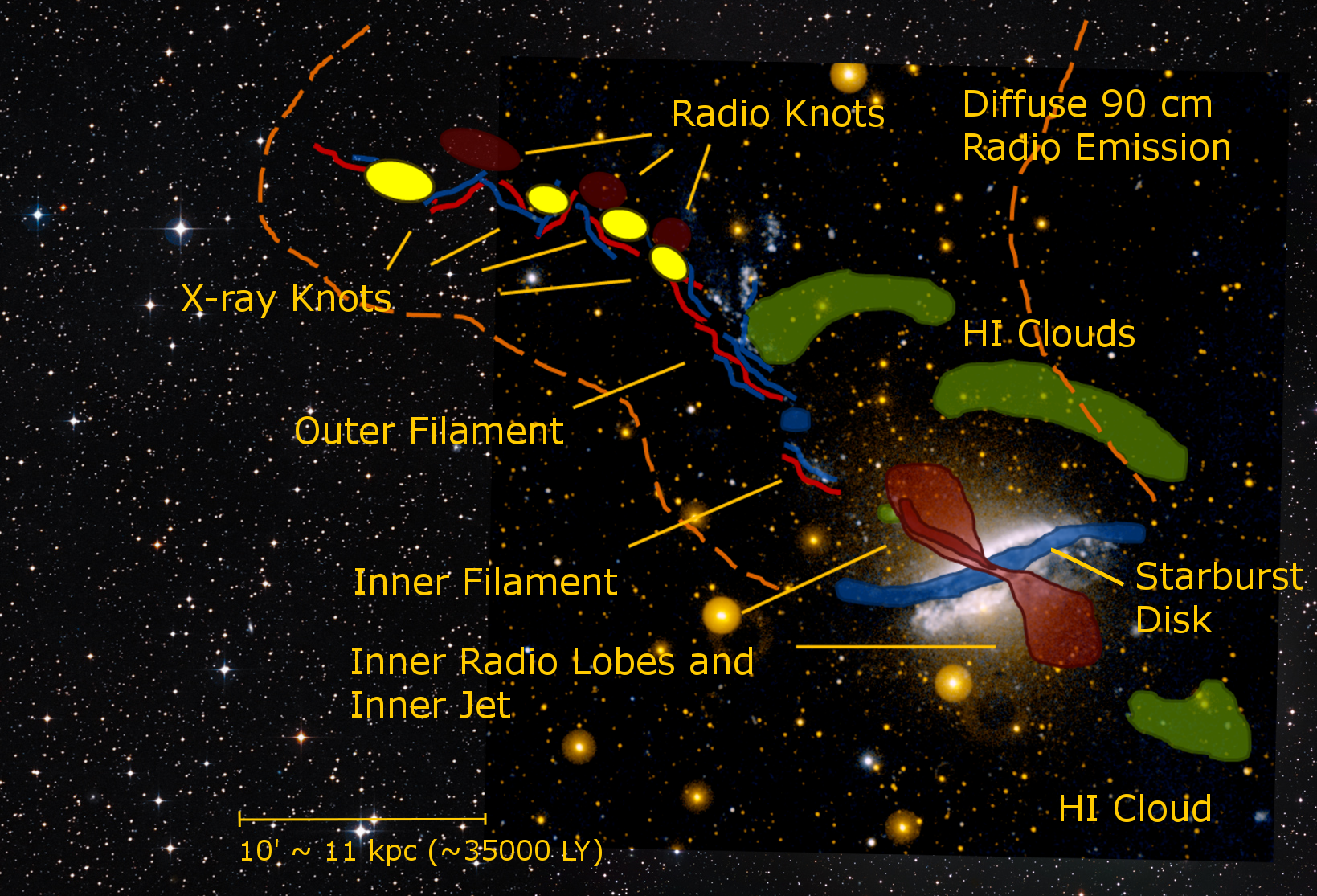
Diagrama esquemático de los componentes de la galaxia Centaurus A

Una supernova ha sido detectada en Centaurus A.  La supernova, llamada SN 1986G, fue descubierta dentro de la franja negra de Centaurus A por R. Evans en 1986.  La supernova fue identificada más tarde como Supernova de tipo IA.  Una Supernova de tipo Ia se forma cuando la masa de una enana blanca sustituye a la masa máxima en la que se puede apoyar gravitatoriamente, tal como puede ocurrir cuando una enana blanca en un sistema de estrella binaria expulsa gas a las otras estrellas del sistema. SN 1986G fue utilizada para demostrar que el espectro de las supernovas de tipo Ia no es idéntico en todas, y que pueden ser distintas en la forma en que cambien su luminosidad cada cierto tiempo.

## Información sobre galaxias cercanas y agrupaciones galácticas
Centaurus A se halla en el centro de uno de los dos subgrupos dentro del Grupo Centaurus A/M83, una cercana agrupación de galaxias. El "Molinillo Austral"  está en el centro de otro subgrupo.  Estos dos grupos son a veces identificados como un solo grupo y a veces, como dos grupos.  Sin embargo, las galaxias en torno a Centaurus A y a M83 están físicamente cercanas las unas de las otras, y ambos subgrupos no parecen tener un movimiento relativo el uno con el otro. La agrupación Centaurus A/M83 está ubicada en el Supercúmulo de Virgo.

## Información sobre astronomía amateur
Centaurus A se encuentra localizada a unos 4° al norte de Omega Centauri (un cúmulo globular visible a simple vista). La galaxia posee una gran superficie luminosa y un tamaño angular relativamente grande, por ello, es el objetivo ideal para las observaciones de astrónomos amateurs. El bulto brillante central y la franja de polvo oscuro son visibles incluso con grandes prismáticos, y la estructura adicional puede observarse en grandes telescopios.

## Galería de imágenes

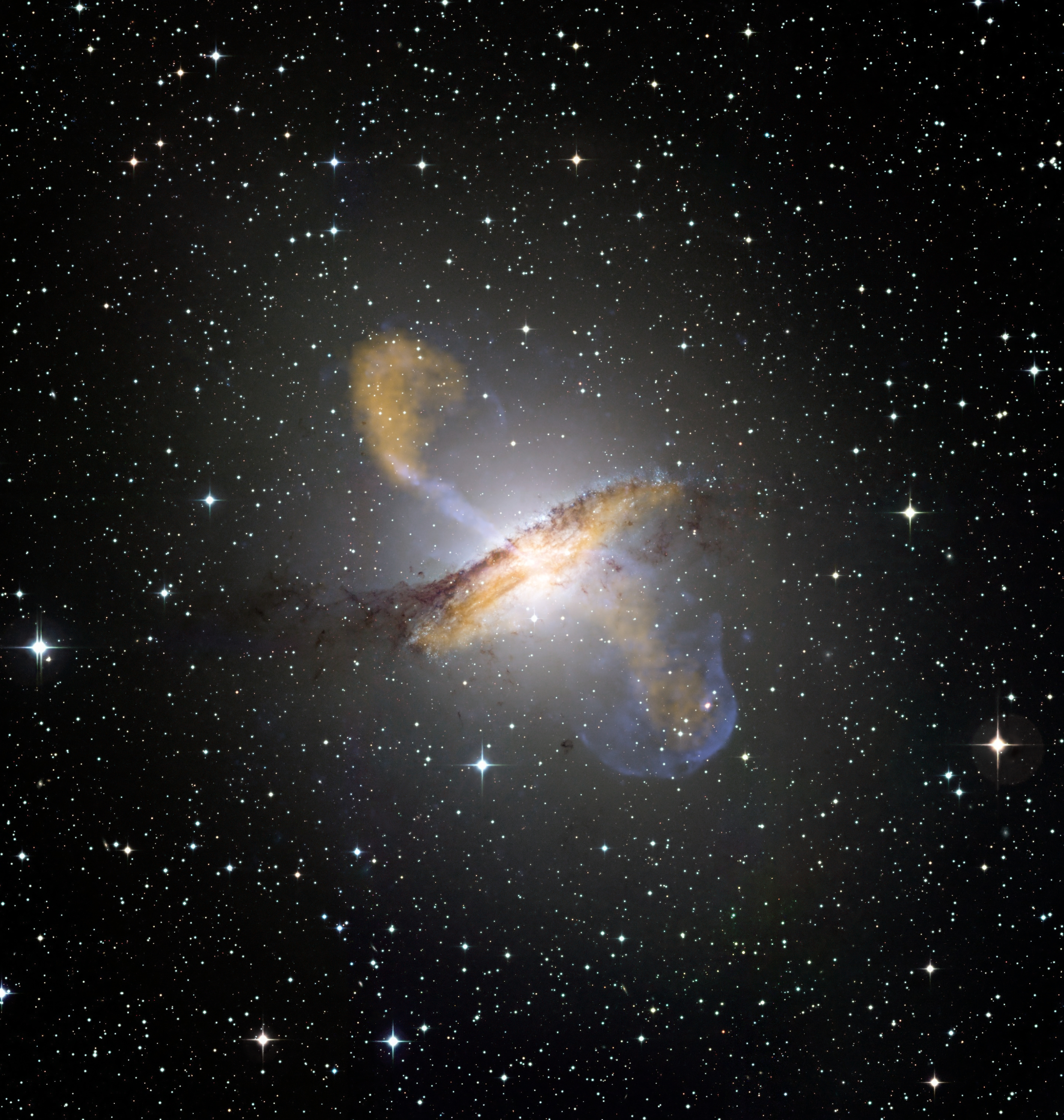
Otra imagen de NGC 5128
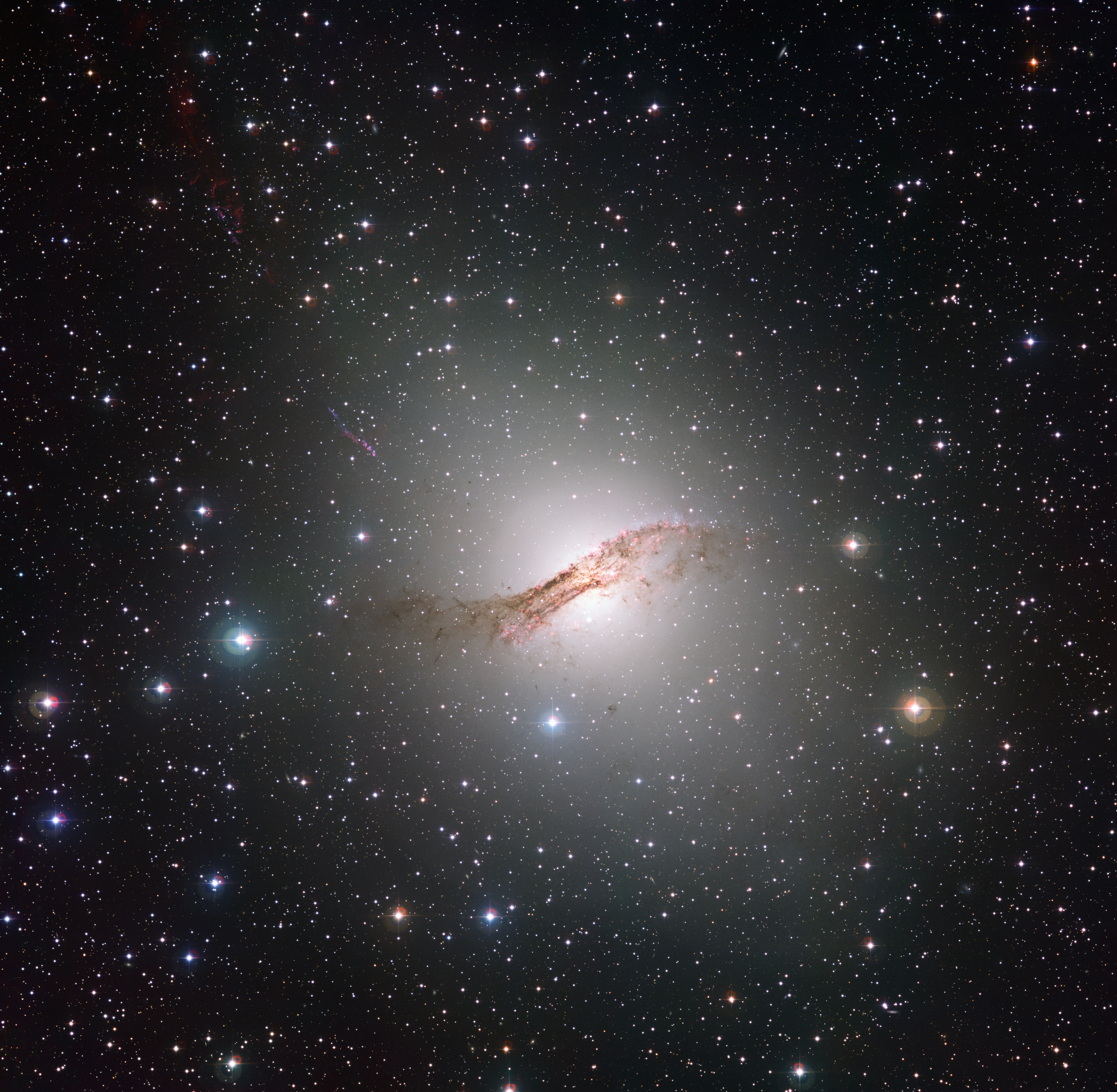
Imagen de NGC 5128 tomada por el ESO.
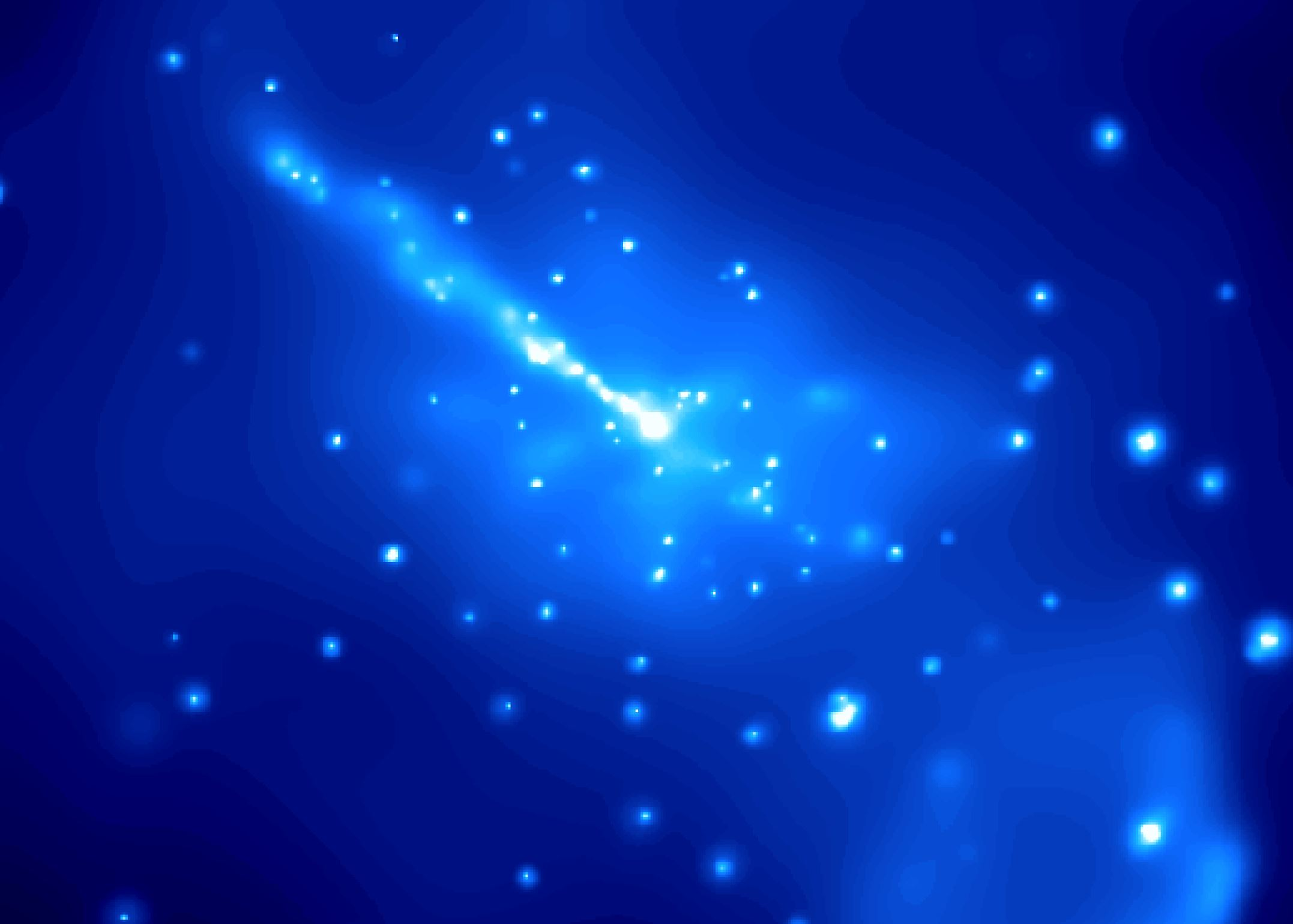
Imagen de NGC 5128 obtenida por el Observatorio Chandra.
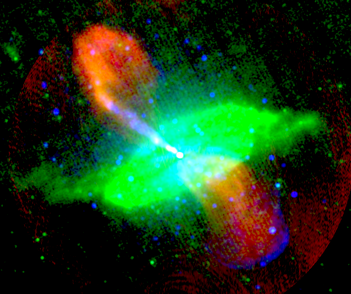
Imagen de NGC 5128 en falso color.